# Коефіцієнт продуктивності свердловини
Коефіцієнт продуктивності свердловини (англ. well productivity ratio; нім. Produktivitätsindex m der Sonden – коефіцієнт, який характеризує видобувні можливості свердловини – відношення її дебіту до відповідного перепаду між пластовим і вибійним тисками, – величина звичайно постійна (не залежить від вибійного тиску) при усталеній фільтрації однофазної рідини і змінна (залежить від тиску на вибої свердловини) при фільтрації газу або рідини і газу. К.п.с. визначається за умови справедливості лінійного закону фільтрації.